# Wallfahrtskirche Bleidenberg (Oberfell)

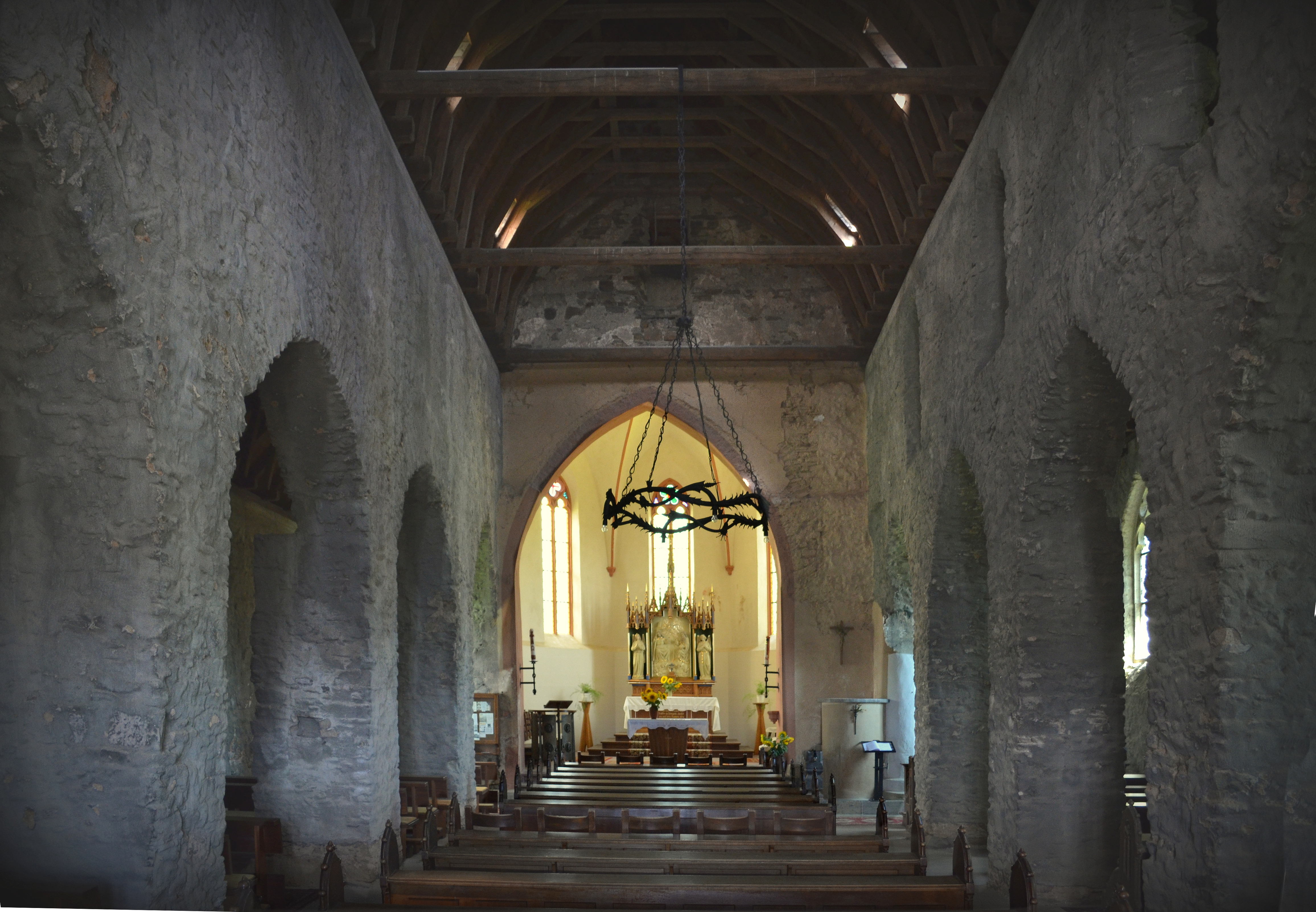
Blick zum Chor

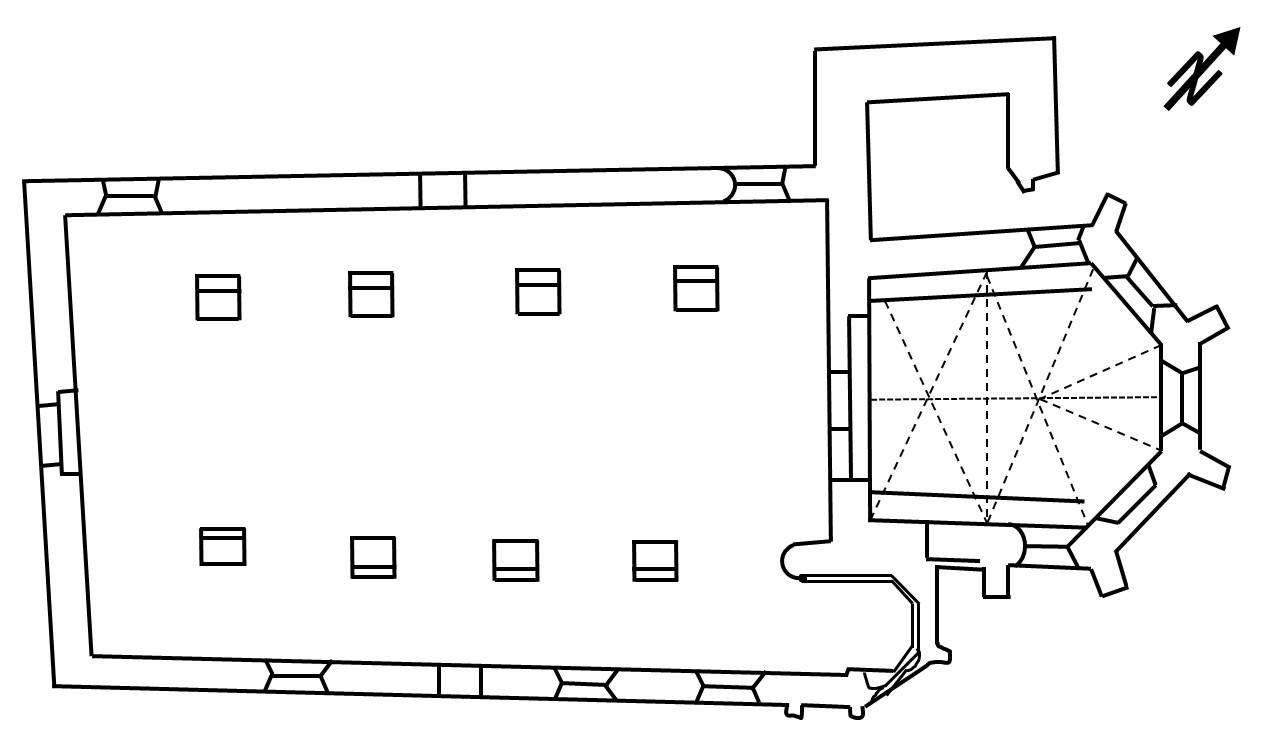
Grundriss der Wallfahrtskirche

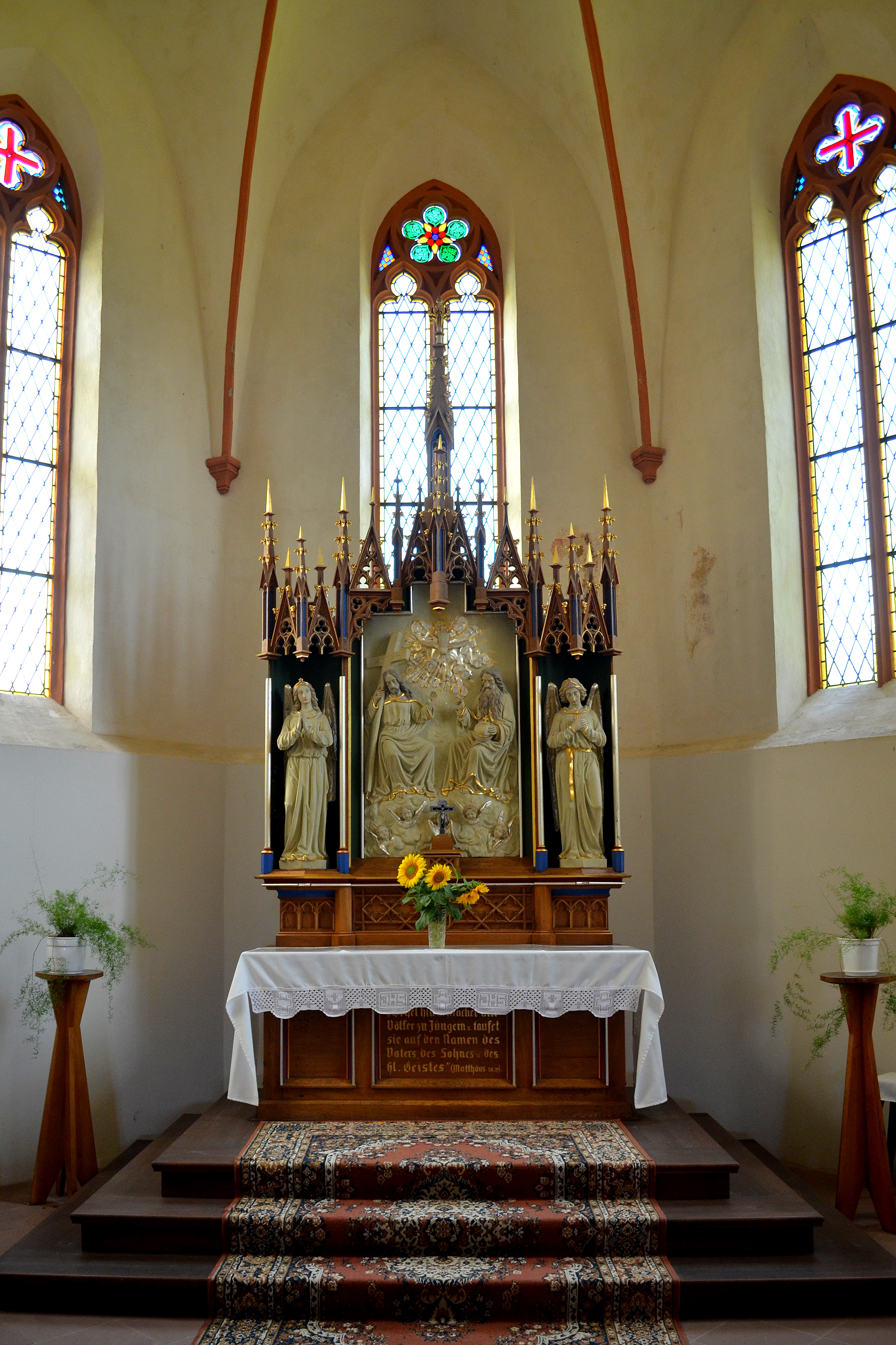
Altar im Hauptchor

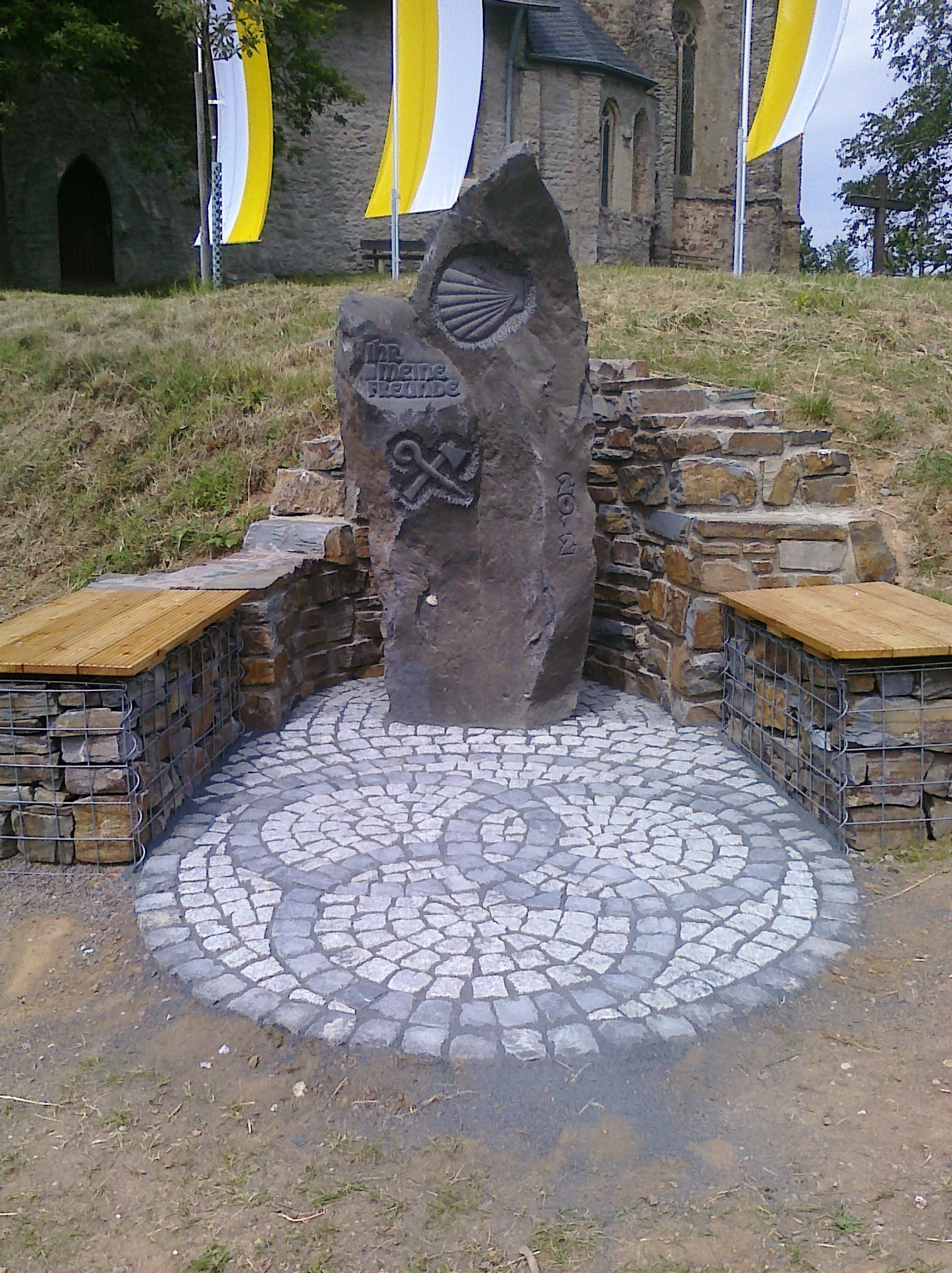
Pilgerstein von 2012

Die Wallfahrtskirche auf dem Bleidenberg ist ein landschaftsprägendes Bauwerk an der Untermosel in Oberfell. Sie steht am Rand eines Plateaus auf der rechten Seite der Mosel über den Orten Oberfell und Alken mit Blick in das Moseltal und das vordere Maifeld. Ihr Bau geht auf die Zeit nach dem Friedensvertrag der Thuranter Fehde im Jahr 1248 zurück. Noch heute gehört die Kirche zur katholischen Pfarrgemeinde Oberfell und wird von einem ehrenamtlichen Team gepflegt. Sie wird vornehmlich für Gottesdienste, aber auch für kulturelle Veranstaltungen genutzt. Seit 2012 befindet sich vor der Kirche der erste Pilgerstein auf dem Mosel-Camino.

## Geschichte
Die Wallfahrtskirche „Unserer Lieben Frau“ ist eigentlich eine Dreifaltigkeitskirche und hat bis heute eine sehr große Anziehungskraft. Nach dem ehemaligen Trierer Bistumsarchitekten Ulrich Craemer kann ihre Baugeschichte in drei Perioden eingeteilt werden. Wesentliche Teile des Kirchenschiffs, das im Stil einer Basilika errichtet wurde, stammen aus dem 10. oder 11. Jahrhundert. In der nächsten Phase wurde im rechten Seitenschiff ein weiterer, kleinerer Chor und am linken Seitenschiff ein Turm angebaut. Dieser Turm musste später dem neuen, hochgotischen Chor weichen und wurde seitlich davon erneuert.

Ursprünglich existierte auf dem Bleidenberg eine frühromanische Kapelle, die der Mutter Gottes geweiht war, und während der Thuranter Fehde zerstört wurde. Verursacht wurde die Fehde durch das Verhalten des Herren der Burg Thurant, dem pfalzgräflichen Marschall Zorno, der als übler Tyrann gegenüber der Bevölkerung und vor allem Durchreisenden aus Kurtrier und Kurköln galt. Schließlich war es Arnold II. von Isenburg, Erzbischof von Trier, der gemeinsam mit den Bürgern der Gemeinden Oberfell, Alken und Brodenbach die Burg belagerten. Dabei wurden auch Bliden eingesetzt, von denen sich die Bezeichnung Bleidenberg ableiten soll. Letztlich konnte unter Beteiligung des Kölner Erzbischofs Konrad von Hochstaden die Burg erobert und am 17. September 1248 ein Friedensvertrag geschlossen werden. Das Dokument gilt heute als eines der ältesten erhalten gebliebenen deutschen Schriftstücke. Arnold ließ zum Dank für den Sieg über Zorno die Kirche wieder aufbauen und weihte sie bereits 1250 am Dreifaltigkeitstag unter dem bisherigen Patrozinium von Maria. Seitdem findet jährlich die Dreifaltigkeitsprozession von Oberfell zum Bleidenberg statt.

In einem Ablassbrief vom 29. Juni 1256, der im Oberfeller Pfarrarchiv aufbewahrt wird, gewähren von Rom aus 12 namentlich aufgeführte kirchliche Würdenträger (u. a. Basilius (Erzbischof von Jerusalem), Petrus (Bischof von Salerno) und Bischof Cyprian) Pilgern zur Bleidenbergkirche einen Ablass von 40 Tagen, der durch Erzbischof Balduin von Luxemburg am 6. Juli 1321 von Boppard aus bestätigt wurde.

Die erste urkundliche Erwähnung eines Altars stammt von 1308. In einem Visitationsprotokoll von 1656 wird das Patrozinium Mariens noch einmal bestätigt und es wird von vier Altären berichtet, die Johannes dem Täufer, Maria Magdalena, der allerheiligsten Dreifaltigkeit und der allerseligsten Jungfrau gestiftet sind. Die Kirche befand sich demnach in einem guten Zustand und konnte eine Monstranz, ein Ziborium, zwei Kelche sowie notwendige Paramente ihr Eigen nennen. Seit 1680 wird nur noch von einem Marien-, einem Nikolaus- und einem Kreuzaltar gesprochen.

Während der französischen Besatzung fiel die Kirche 1803 der Säkularisation zum Opfer und wurde verkauft, die Wallfahrten wurden verboten. Dabei verschleuderte der neue Eigentümer große Teile der Bausubstanz, die für den Bau von Wohnungen oder Stallungen verwendet wurden. Im Laufe der Zeit verfiel die Kirche zu einer Ruine. Nur die Seitenwände und der Westgiebel widerstanden den witterungsbedingten Einflüssen auf der Höhe.

Auf Initiative des damaligen Oberfeller Pfarrers Martin Cornely (1848–1860) wurde wenigstens der Chor durch die Aufbringung eines neuen Daches und die Errichtung einer Stirnwand so hergerichtet, dass er wieder für Gottesdienste genutzt werden konnte.
Nach dem Zweiten Weltkrieg konnten die entstandenen Schäden durch Krieg und Witterung gerade im Bereich des Chores durch einfache Sicherungsmaßnahmen beseitigt werden. In dieser Zeit begannen auch wieder die Bergwallfahrten von der Oberfeller Pfarrkirche auf den Bleidenberg. Weitere geplante Arbeiten am Mauerwerk wurden nicht ausgeführt, sodass die Kirchenruine in diesem Zustand bald eine ernsthafte Gefahr für die Besucher darstellte. Als Alternativen gab es nur die Beseitigung der Mängel in Form einer vollständigen Sanierung oder die Sperrung des Geländes. Die intensiven Bemühungen um die Wiederherstellung der Kirche des Oberfeller Pfarrers Walter Leonards hatten schließlich am 12. August 1962 Erfolg. An diesem Tag beschloss der Kirchenvorstand der katholischen Kirchengemeinde St. Nikolaus in Oberfell, die Wallfahrtskirche für die Zukunft zu erhalten. Es errechnete sich ein Investitionsaufwand von rund 47.600 DM, mit dem 1963/64 die Sicherung des Mauerwerkes und die Errichtung eines neuen Dachstuhls möglich wurden. Zudem wurde der Kirchenraum für die zukünftige Nutzung wieder ausgestaltet.

Die Oberfeller Bevölkerung ist mit Kirche und Wallfahrt schon seit langer Zeit sehr eng verbunden. Am 15. August 1697 erteilte Bruder Franciscus Ruiz vom Trinitarierorden von Rom aus dem damaligen Pfarrer die Erlaubnis, eine Bruderschaft mit dem Zwecke des Freikaufes und Austausches von Gefangenen und Sklaven aus Oberfell und Bleidenberg zu errichten. Von Bruder Bruno Tandel, Minister des Trinitarierordens in Vianden, erhielt der Pfarrer das Recht „Skapuliere, rote und schwärzliche Kreuze zu segnen und aufzuerlegen.“ Aus dieser Zeit ist nur noch das Bruderschaftsbuch erhalten. Deutlich später, 1955, wurde der noch heute bestehende Musikverein „Mosella“ Oberfell mit dem Ziel gegründet, die Prozessionen musikalisch zu begleiten. Seit 1994 besteht innerhalb des Kirchenchores „Cäcilia“ Oberfell ein Gremium, das sich um die Belebung des Bewusstseins für die Kirche, die Erforschung der Geschichte und die Verbesserung der Bausubstanz bemüht. Bisher wurden zahlreiche Serenadenkonzerte in der Kirche veranstaltet, mit deren Erlösen sich bereits einige Projekte, vor allem am Bau selbst, verwirklichen ließen.

## Architektur
Heute stellt sich das ursprünglich als Basilika errichtete Kirchengebäude als eine dreischiffige, querhauslose Staffelhalle (20 m × 10,55 m) mit einem vorgelagerten Chor und einer 5/8-Apsis (8,20 m × 6,20 m) dar. Durch die eher sorglos ausgeführte Sanierung des Gebäudes Mitte des 20. Jahrhunderts wurde die historische Bausubstanz in großen Bereichen so beeinträchtigt, dass es nicht mehr möglich erscheint, genaue Angaben zur Datierung und zum Bau zu machen. So wurde beispielsweise der komplette Boden des fünfjochigen Langhauses ausgekoffert und anschließend mit Beton ausgegossen, sodass eine archäologische Grabung sinnlos wäre. Der noch vorhandene Putz wurde sowohl innen als auch außen gänzlich entfernt und durch einen dunkelgrauen Zementputz ersetzt. Zwei Jahrzehnte später verursachte ein Feuer infolge eines Blitzeinschlages weitere größere Schäden und vernichtete die wenigen noch vorhandenen mittelalterlichen Malereien.

Der Grundriss der Kirche deutet auf einige Unregelmäßigkeiten der Architektur hin. Zunächst fällt die etwa um 45 Grad nach Norden verschobene Ausrichtung des Gebäudes auf; denn damals bestimmte fast ausschließlich das im Osten liegende Jerusalem die Ausrichtung von Kirchen. Neben der schrägen Einspannung der Westfront in das Langhaus stehen die in unterschiedlich großen Grundflächen angebrachten Pfeiler der Seitenschiffarkaden nicht in einer Achslinie, sondern sind zum Teil deutlich zueinander verschoben. Weiterhin ist das Südschiff breiter als das Nordschiff und die Längsachse des Chores weicht von der des Langhauses ab, stimmt allerdings mit dem Westportal überein.

## Pilgerstein
Der Kirche vorgelagert, am Endpunkt von steilen Fußwegen mit je 7 Leidensstationen von Alken (seit 1648) und Oberfell (seit 1984) hinauf zum Bleidenberg sowie an der Route des Mosel-Camino von Koblenz-Stolzenfels nach Trier, befindet sich ein Pilgerstein mit Rastplatz. Die Einsegnung fand am 3. Juni 2012 anlässlich der 764. Bergwallfahrt am Dreifaltigkeitssonntag statt.

Die künstlerischen Arbeiten führte der Oberfeller Steinmetz Jens Fischer aus; das Material ist Mendiger Basalt. Den Platz gestaltete eine Gruppe pilgerbegeisteter Männer aus Oberfell und Umgebung.
 Die drei ineinander verflochtenen Ringe im Bodenpflaster stehen symbolisch für die Dreifaltigkeit der Wallfahrtskirche. In den Pilgerstein selbst sind verschiedene Symbole eingemeißelt: ein Beil gekreuzt mit einem Stab als Attribute für den Trierer Bistumsheiligen und Apostel Matthias, der Leitspruch der Matthiaswallfahrt nach Trier („Ihr meine Freunde“) sowie eine Jakobsmuschel für den Pilgerweg nach Santiago de Compostela in Spanien.

## Glocke
Seit 2023 hängt im Turm der Kirche eine Glocke, die am 3. Oktober erstmals läutete und von Weihbischof Robert Brahm gesegnet wurde. Zu verdanken ist sie einem Glockenteam und etlichen Spendern, die die Anschaffung möglich machten. Einem Bericht auf der Website des Bistums Trier zufolge soll es die erste Glocke in der Geschichte der Bleidenberger Wallfahrtskirche sein.